# Leylan / Já Não Existe Mais
Leylan / Já Não Existe Mais é um compacto simples do cantor e compositor Dick Danello, de 1969.

## Faixas
| N.º            | Título               | Duração |  |
| 1.             | "Leylan"             | 2:24    |  |
| 2.             | "Já Não Existe Mais" | 2:56    |  |
| Duração total: | Duração total:       | 5:20    |  |

## Banda
- Dick Danello: voz
- Renato de Oliveira e sua Orquestra: todos os instrumentos